# Burg Montguerlhe
Die Burg Montguerlhe (französisch Château de Montguerlhe) im französischen Département Puy-de-Dôme ist die Ruine einer Höhenburg auf dem gleichnamigen Felsplateau in 829 Meter Höhe in der Gemeinde Sainte-Agathe an der Grenze zu Escoutoux und Celles-sur-Durolle. Die heutige Ruine stammt als einfaches militärisches Bauwerk vermutlich aus dem 11. Jahrhundert.
Sichtbar sind noch die Motte, die Gräben und Wälle, die Fundamente der drei Mauerringe sowie – vor allem auf der Westseite – einige Mauerreste. Die Burg aus romanischer Zeit war mit nur rund 600 Quadratmeter Grundfläche sehr kompakt und besaß einen rechteckigen Donjon, der auf Fotografien vom Beginn des 20. Jahrhunderts noch erkennbar ist. Die Burg hatte die rein militärische Aufgabe, die Straße von Clermont-Ferrand nach Lyon zu sichern und zu überwachen.
Erstmals schriftlich erwähnt wird die Anlage im Jahr 1312 in der Charta der Gemeinde Vollore. Bis zum Beginn des 14. Jahrhunderts gehörte sie den Herren von Thiers, anschließend – bis zur Revolution – den Herren von Vollore. Bis zum 16. Jahrhundert bewohnt, ist sie seit 1610 eine Ruine. Ab 1789 bis in die Mitte des 20. Jahrhunderts hinein diente Montguerlhe als Steinbruch für die Gebäude der Umgebung.